# Greenwood, Mississippi
Greenwood är administrativ huvudort i Leflore County i Mississippi. Orten har fått sitt namn efter choctawhövdingen Greenwood LeFlore.

## Kända personer från Greenwood
- Valerie Brisco-Hooks, friidrottare
- Betty Everett, sångare
- Juanita Moore, skådespelare
- Donna Tartt, författare